# Palazzo Comitini

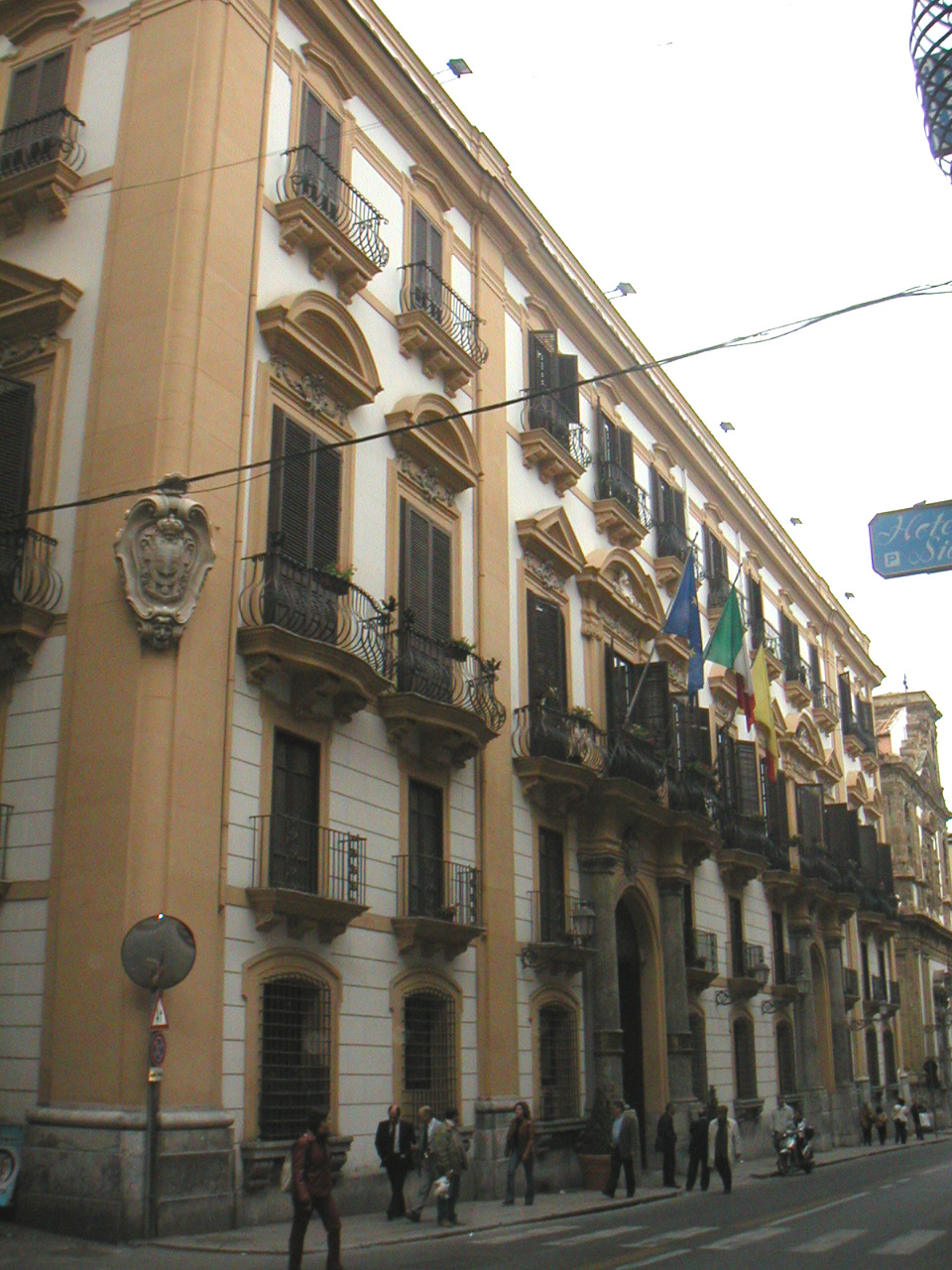
Palazzo Comitini

Der Palazzo Comitini, auch Palazzo Gravina di Comitini ist ein Palast in Palermo.
Zwischen 1766 und 1781 errichtete der aus Trapani stammende Architekt Nicolò Palma in der Via Maqueda im Auftrag des Principe Gravina di Comitini einen repräsentativen Stadtpalast, dessen Innenräume zum großen Teil noch im Stil des Rokoko dekoriert wurden.
Zwei von Säulen eingerahmte Rundportale teilen die Sichtfassade in drei Teile mit jeweils drei Fenstern. Der ehemals dreigeschossige Bau wurde  1931 vom Architekten Mario Umiltà um ein Stockwerk erhöht.
Im dritten Geschoss befinden sich die Repräsentationsräume und Festsäle, was sich auch an der Gestaltung der Fassade widerspiegelt: jedes Fenster ist mit einem schmiedeeisernen Balkon versehen, der auf einer barock geschwungenen, von Agraffen gestützten Basis steht. 
Die Stuckgirlanden über den Fenstern sind überdacht von weit heraus gezogenen Dreiecks- und Segmentgiebeln.
Im Inneren sind trotz der zahlreiche Um- und Ausbauten im 19. und 20. Jahrhundert einige Räume im originalen Zustand erhalten geblieben, wie der Grüne Saal (Sala Verde), der noch die originalen  Lüster des 18. Jahrhunderts  aus Murano aufweist und die Sala Martorana, die Gioacchino Martorana 1770 mit dem berühmten Deckenfresko „Triumph der wahren Liebe“ dekoriert hat. 